# 攸努斯
攸努斯（英文名：Eunus，?—前132年）是敘利亞籍奴隸，自稱先知，被奴隸推舉為王，與克里昂領導西西里奴隸起義，反抗羅馬共和國，並建立新敘利亞王國，最後死於羅馬。

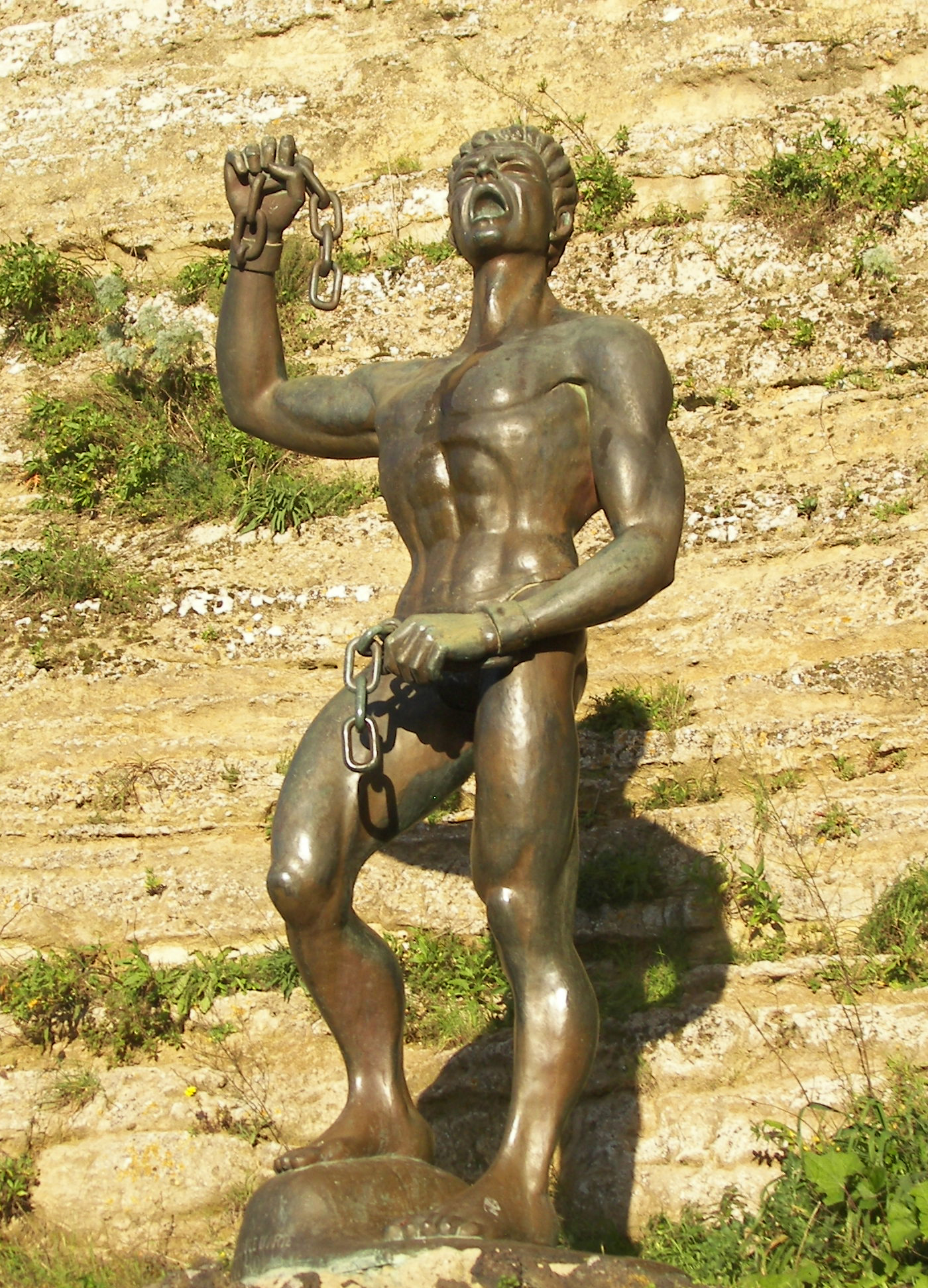
攸努斯像

## 生平
出生於敘利亞的阿帕米亚，攸努斯自稱為先知，據說攸努斯可以從嘴巴裡噴出火，聲稱他從阿塔伽提斯女神那裏通訊，攸努斯利用西西里島的守護神刻瑞斯找到了她，(在羅馬，狄蜜特跟刻瑞斯混為一談，所以也可以說是利用狄蜜特找到了她。)攸努斯有個預言是奴隸將會成功地奪取恩納。
前135年(或前136年)，攸努斯參加了奴隸攻打恩納的戰役，根據狄奧多羅斯描述，他站在前線對敵軍噴出火焰來，攻下恩納後，攸努斯被奴隸加冕為王，攸努斯後來用了安條克(Antiochus)這個名字，這是統治敘利亞的塞琉古的君主所使用的。
攸努斯試圖在西西里島建立一個獨立於羅馬的國家，攸努斯鑄造自己的硬幣，發展能夠長期在現場維持部隊的指揮和軍隊供給的結構，攸努斯和西里西亞人克里昂聯手多次擊退羅馬的軍隊，其軍隊人數曾達20萬人，占領了西西里東部和中部許多城市，建立新敘利亞王國，設立民眾會和議事會。
前132年，奴隸軍隊被羅馬執政官魯皮留率領軍隊打敗後，克里昂戰死，攸努斯試圖逃脫，但被捕獲，被帶到羅馬，並死在那裏。
2011年，考古學家發現了一枚小銅幣，鑄造在恩納上，很有可能跟攸努斯有關。

西西里岛地圖